# Ronda 2 de 2010 da Superleague Fórmula
A Ronda 2 de 2010 da Superleague Fórmula foi a 2ª ronda da temporada de 2010 da Superleague Fórmula, realizada no fim-de-semana de 15 e 16 de Maio de 2010 no circuito TT Assen, em Assen, Holanda. Foi a primeira vez que a Superleague Fórmula visitou este circuito
Esta prova contou com duas equipas francesas, o Olympique Lyonnais e o GD Bordeaux. O clube holandês PSV Eindhoven falhou esta ronda, pois o seu piloto, Narain Karthikeyan teve compromissos no campeonato NASCAR Camping World Truck Series no mesmo fim-de-semana.
As provas de apoio incluíram a Fórmula Renault 2.0 West European Cup, e o Campeonato de GT Britânico.
As primeira e terceira corridas do fim-de-semana foi vencida pela A.C. Milan, com Yelmer Buurman ao volante. A segunda corrida foi vencida por Max Wissel, do FC Basel.

## Resultados[5]

### Qualificação
- Em cada grupo, os 4 primeiros qualificam-se para os quartos-de-final.

#### Grupo A
| Pos. | Clube              | Equipa de Automobilismo    | Piloto             | Tempo    |
| ---- | ------------------ | -------------------------- | ------------------ | -------- |
| 1    | R.S.C. Anderlecht  | Azerti Motorsport          | Davide Rigon       | 1:24.237 |
| 2    | GD Bordeaux        | Barazi-Epsilon             | Franck Montagny    | 1:24.328 |
| 3    | CR Flamengo        | Alpha Motorsport           | Franck Perera      | 1:24.529 |
| 4    | Galatasaray S.K.   | Barazi-Epsilon             | Tristan Gommendy   | 1:24.579 |
| 5    | Sevilla FC         | EmiliodeVillota Motorsport | Marcos Martínez    | 1:24.643 |
| 6    | Olympique Lyonnais | LRS Formula                | Sébastien Bourdais | 1:24.705 |
| 7    | Tottenham Hotspur  | Alan Docking Racing        | Craig Dolby        | 1:25.376 |
| 8    | Sporting CP        | Reid Motorsport/Atech      | Borja García       | 1:25.881 |
| 9    | Atlético de Madrid | Alpha Motorsport           | María de Villota   | N/A      |

#### Grupo B
| Pos. | Clube          | Equipa de Automobilismo    | Piloto              | Tempo    |
| ---- | -------------- | -------------------------- | ------------------- | -------- |
| 1    | A.S. Roma      | EmiliodeVillota Motorsport | Julien Jousse       | 1:23.947 |
| 2    | Olympiacos CFP | GU-Racing International    | Chris van der Drift | 1:24.158 |
| 3    | A.C. Milan     | Atech Grand Prix/Reid      | Yelmer Buurman      | 1:24.187 |
| 4    | F.C. Porto     | Reid Motorsport/Atech      | Álvaro Parente      | 1:24.277 |
| 5    | FC Basel       | GU-Racing International    | Max Wissel          | 1:24.417 |
| 6    | Liverpool F.C. | Atech Grand Prix/Reid      | James Walker        | 1:24.638 |
| 7    | Beijing Guoan  | Alan Docking Racing        | John Martin         | 1:24.711 |
| 8    | SC Corinthians | Azerti Motorsport          | Robert Doornbos     | 1:24.811 |
| 9    | PSV Eindhoven  | Racing for Holland         | Narain Karthikeyan  | 1:25.739 |

#### Eliminatórias
|  | Quartos-de-Final | Quartos-de-Final                                           | Quartos-de-Final |                                                    |          | Semi-Finais                                      | Semi-Finais | Semi-Finais |  |  | Pole Shoot Out | Pole Shoot Out | Pole Shoot Out |  |
|  |                  |                                                            |                  |                                                    |          |                                                  |             |             |  |  |                |                |                |  |
|  | A1               | R.S.C. Anderlecht Azerti Motorsport Davide Rigon           | 1:24.263         |                                                    |          |                                                  |             |             |  |  |                |                |                |  |
|  | A1               | R.S.C. Anderlecht Azerti Motorsport Davide Rigon           | 1:24.263         |                                                    |          |                                                  |             |             |  |  |                |                |                |  |
|  | B4               | F.C. Porto Reid Motorsport/Atech Álvaro Parente            | 1:24.431         |                                                    |          |                                                  |             |             |  |  |                |                |                |  |
|  | B4               | F.C. Porto Reid Motorsport/Atech Álvaro Parente            | 1:24.431         |                                                    | A1       | R.S.C. Anderlecht Azerti Motorsport Davide Rigon | 1:23.967    |             |  |  |                |                |                |  |
|  |                  |                                                            |                  |                                                    | A1       | R.S.C. Anderlecht Azerti Motorsport Davide Rigon | 1:23.967    |             |  |  |                |                |                |  |
|  |                  |                                                            | A3               | CR Flamengo Alpha Motorsport Franck Perera         | 1:24.093 |                                                  |             |             |  |  |                |                |                |  |
|  | A3               | CR Flamengo Alpha Motorsport Franck Perera                 | A3               | CR Flamengo Alpha Motorsport Franck Perera         | 1:24.093 | 1:24.183                                         |             |             |  |  |                |                |                |  |
|  | A3               | CR Flamengo Alpha Motorsport Franck Perera                 |                  |                                                    |          |                                                  |             |             |  |  |                |                |                |  |
|  | B2               | Olympiacos CFP GU-Racing International Chris van der Drift | 1:24.384         |                                                    |          |                                                  |             |             |  |  |                |                |                |  |
|  | B2               | Olympiacos CFP GU-Racing International Chris van der Drift | 1:24.384         |                                                    | A1       | R.S.C. Anderlecht Azerti Motorsport Davide Rigon | 1:23.687    |             |  |  |                |                |                |  |
|  |                  |                                                            |                  |                                                    |          |                                                  |             |             |  |  |                |                |                |  |
|  |                  |                                                            | A2               | GD Bordeaux Barazi-Epsilon Franck Montagny         | 1:24.244 |                                                  |             |             |  |  |                |                |                |  |
|  | A2               | GD Bordeaux Barazi-Epsilon Franck Montagny                 | A2               | GD Bordeaux Barazi-Epsilon Franck Montagny         | 1:24.244 | 1:24.035                                         |             |             |  |  |                |                |                |  |
|  | A2               | GD Bordeaux Barazi-Epsilon Franck Montagny                 |                  |                                                    |          |                                                  |             |             |  |  |                |                |                |  |
|  | B3               | A.C. Milan Atech Grand Prix/Reid Yelmer Buurman            | 1:24.330         |                                                    |          |                                                  |             |             |  |  |                |                |                |  |
|  | B3               | A.C. Milan Atech Grand Prix/Reid Yelmer Buurman            | 1:24.330         |                                                    | A2       | GD Bordeaux Barazi-Epsilon Franck Montagny       | 1:24.014    |             |  |  |                |                |                |  |
|  |                  |                                                            |                  |                                                    | A2       | GD Bordeaux Barazi-Epsilon Franck Montagny       | 1:24.014    |             |  |  |                |                |                |  |
|  |                  |                                                            | B1               | A.S. Roma EmiliodeVillota Motorsport Julien Jousse | 1:24.212 |                                                  |             |             |  |  |                |                |                |  |
|  | A4               | Galatasaray S.K. Barazi-Epsilon Tristan Gommendy           | B1               | A.S. Roma EmiliodeVillota Motorsport Julien Jousse | 1:24.212 | 1:25.015                                         |             |             |  |  |                |                |                |  |
|  | A4               | Galatasaray S.K. Barazi-Epsilon Tristan Gommendy           |                  |                                                    |          |                                                  |             |             |  |  |                |                |                |  |
|  | B1               | A.S. Roma EmiliodeVillota Motorsport Julien Jousse         | 1:24.459         |                                                    |          |                                                  |             |             |  |  |                |                |                |  |

### Corrida 1

#### Grelha de Partida
| Pos. | Clube              | Equipa de Automobilismo    | Piloto              | Tempo    |
| ---- | ------------------ | -------------------------- | ------------------- | -------- |
| 1    | R.S.C. Anderlecht  | Azerti Motorsport          | Davide Rigon        | 1:23.687 |
| 2    | GD Bordeaux        | Barazi-Epsilon             | Franck Montagny     | 1:24.244 |
| 3    | CR Flamengo        | Alpha Motorsport           | Franck Perera       | 1:24.093 |
| 4    | A.S. Roma          | EmiliodeVillota Motorsport | Julien Jousse       | 1:24.212 |
| 5    | A.C. Milan         | Atech Grand Prix/Reid      | Yelmer Buurman      | 1:24.330 |
| 6    | Olympiacos CFP     | GU-Racing International    | Chris van der Drift | 1:24.384 |
| 7    | FC Porto           | Reid Motorsport/Atech      | Álvaro Parente      | 1:24.431 |
| 8    | Galatasaray S.K.   | Barazi-Epsilon             | Tristan Gommendy    | 1:25.015 |
| 9    | FC Basel           | GU-Racing International    | Max Wissel          | 1:24.417 |
| 10   | Sevilla FC         | EmiliodeVillota Motorsport | Marcos Martínez     | 1:24.643 |
| 11   | Liverpool FC       | Atech Grand Prix/Reid      | James Walker        | 1:24.638 |
| 12   | Olympique Lyonnais | LRS Formula                | Sébastien Bourdais  | 1:24.705 |
| 13   | Beijing Guoan      | Alan Docking Racing        | John Martin         | 1:24.771 |
| 14   | Tottenham Hotspur  | Alan Docking Racing        | Craig Dolby         | 1:25.376 |
| 15   | SC Corinthians     | Azerti Motorsport          | Robert Doornbos     | 1:24.881 |
| 16   | Sporting CP        | Reid Motorsport/Atech      | Borja García        | 1:25.881 |
| 17   | PSV Eindhoven      | Racing for Holland         | Narain Karthikeyan  | 1:25.739 |
| 18   | Atlético de Madrid | Alpha Motorsport           | María de Villota    | 1:24.638 |

| Cor | Observação                       |
| --- | -------------------------------- |
|     | Disputa pela pole                |
|     | Eliminados na semifinal          |
|     | Eliminados nos quartos-de-finais |
|     | Eliminados na 1ª fase            |

#### Classificação
| Pos                                                                                | Clube              | Equipa de Automobilismo    | Piloto              | Tempo/Aband. | Voltas | Grelha de Partida | Pontos |
| ---------------------------------------------------------------------------------- | ------------------ | -------------------------- | ------------------- | ------------ | ------ | ----------------- | ------ |
| 1                                                                                  | R.S.C. Anderlecht  | Azerti Motorsport          | Davide Rigon        | 45m02.776s   | 31     | 1º                | 50     |
| 2                                                                                  | CR Flamengo        | Alpha Motorsport           | Franck Perera       | + 2.643s     | 31     | 3º                | 45     |
| 3                                                                                  | FC Basel           | GU-Racing International    | Max Wissel          | + 4.602s     | 31     | 9º                | 40     |
| 4                                                                                  | A.S. Roma          | EmiliodeVillota Motorsport | Julien Jousse       | + 9.155      | 31     | 4º                | 36     |
| 5                                                                                  | A.C. Milan         | Atech Grand Prix/Reid      | Yelmer Buurman      | + 11.074     | 31     | 5º                | 32     |
| 6                                                                                  | Liverpool FC       | Atech Grand Prix/Reid      | James Walker        | + 28.849     | 31     | 11º               | 29     |
| 7                                                                                  | Tottenham Hotspur  | Alan Docking Racing        | Craig Dolby         | + 34.323     | 31     | 14º               | 26     |
| 8                                                                                  | Galatasaray S.K.   | Barazi-Epsilon             | Tristan Gommendy    | + 34.688     | 31     | 8º                | 23     |
| 9                                                                                  | SC Corinthians     | Azerti Motorsport          | Robert Doornbos     | + 44.095     | 31     | 15º               | 20     |
| 10                                                                                 | Beijing Guoan      | Alan Docking Racing        | John Martin         | + 1:20.329   | 31     | 13º               | 18     |
| 11                                                                                 | FC Porto           | Reid Motorsport/Atech      | Álvaro Parente      | + 2 voltas   | 29     | 7º                | 16     |
| 12                                                                                 | Sevilla FC         | EmiliodeVillota Motorsport | Marcos Martínez     | + 2 voltas   | 29     | 10º               | 14     |
| 13 (NA)                                                                            | PSV Eindhoven      | Racing for Holland         | Narain Karthikeyan  | NA           | 24     | 17º               | 0      |
| 14 (NA)                                                                            | GD Bordeaux        | Barazi-Epsilon             | Franck Montagny     | NA           | 14     | 2º                | 0      |
| 15 (NA)                                                                            | Olympiacos CFP     | GU-Racing International    | Chris van der Drift | NA           | 7      | 6º                | 0      |
| 16 (NA)                                                                            | Atlético de Madrid | Alpha Motorsport           | María de Villota    | NA           | 5      | 18º               | 0      |
| 17 (NA)                                                                            | Olympique Lyonnais | LRS Formula                | Sébastien Bourdais  | NA           | 1      | 12º               | 0      |
| 18 (NA)                                                                            | Sporting CP        | Reid Motorsport/Atech      | Borja García        | NA           | 0      | 16º               | 0      |
| Volta mais rápida: \| A.C. Milan, Atech Grand Prix/Reid, Yelmer Buurman - 1:23.547 |                    |                            |                     |              |        |                   |        |

Nota: NC: Não começou a corrida; NA: Não acabou a corrida
| Cor | Observação                     |
| --- | ------------------------------ |
|     | Qualificados para a 3ª Corrida |

#### Corrida 2
| Pos                                                                               | Clube              | Equipa de Automobilismo    | Piloto              | Tempo/Aband. | Voltas | Grelha de Partida | Pontos |
| --------------------------------------------------------------------------------- | ------------------ | -------------------------- | ------------------- | ------------ | ------ | ----------------- | ------ |
| 1                                                                                 | Olympiacos CFP     | GU-Racing International    | Chris van der Drift | 45:21.763    | 31     | 3º                | 50     |
| 2                                                                                 | Tottenham Hotspur  | Alan Docking Racing        | Craig Dolby         | + 2.457      | 31     | 11º               | 45     |
| 3                                                                                 | GD Bordeaux        | Barazi-Epsilon             | Franck Montagny     | + 11.395     | 31     | 8º                | 40     |
| 4                                                                                 | Sevilla FC         | EmiliodeVillota Motorsport | Marcos Martínez     | + 17.578     | 31     | 6º                | 36     |
| 5                                                                                 | Sporting CP        | Reid Motorsport/Atech      | Borja García        | + 20.330     | 31     | 1º                | 32     |
| 6                                                                                 | Liverpool FC       | Atech Grand Prix/Reid      | James Walker        | + 21.522     | 31     | 12º               | 29     |
| 7                                                                                 | A.C. Milan         | Atech Grand Prix/Reid      | Yelmer Buurman      | + 24.433     | 31     | 13º               | 26     |
| 8                                                                                 | Galatasaray S.K.   | Barazi-Epsilon             | Tristan Gommendy    | + 25.273     | 31     | 10º               | 23     |
| 9                                                                                 | PSV Eindhoven      | Racing for Holland         | Narain Karthikeyan  | + 33.683     | 31     | 5º                | 20     |
| 10                                                                                | R.S.C. Anderlecht  | Azerti Motorsport          | Davide Rigon        | + 37.804     | 31     | 17º               | 18     |
| 11                                                                                | CR Flamengo        | Alpha Motorsport           | Franck Perera       | + 38.858     | 31     | 16º               | 16     |
| 12                                                                                | A.S. Roma          | EmiliodeVillota Motorsport | Julien Jousse       | + 44.914     | 31     | 14º               | 14     |
| 13                                                                                | FC Basel           | GU-Racing International    | Max Wissel          | + 50.714     | 31     | 15º               | 12     |
| 14                                                                                | Atlético de Madrid | Alpha Motorsport           | María de Villota    | + 1 volta    | 30     | 2º                | 10     |
| 15 (NA)                                                                           | SC Corinthians     | Azerti Motorsport          | Robert Doornbos     | NA           | 0      | 9º                | 0      |
| 16 (NA)                                                                           | FC Porto           | Reid Motorsport/Atech      | Álvaro Parente      | NA           | 0      | 7º                | 0      |
| 17 (NA)                                                                           | Beijing Guoan      | Alan Docking Racing        | John Martin         | NA           | 0      | 8º                | 0      |
| NC                                                                                | Olympique Lyonnais | LRS Formula                | Sébastien Bourdais  | NC           | NC     | NC                | 0      |
| Volta mais rápida: Tottenham Hotspur, Alan Docking Racing, Craig Dolby - 1:25.004 |                    |                            |                     |              |        |                   |        |

Nota: NC: Não começou a corrida; NA: Não acabou a corrida
| Cor | Observação                     |
| --- | ------------------------------ |
|     | Qualificados para a 3ª Corrida |

#### Corrida 3
| Pos                                                                              | Clube             | Equipa de Automobilismo | Piloto         | Tempo/Aband. | Voltas | Grelha de Partida | Pontos |
| -------------------------------------------------------------------------------- | ----------------- | ----------------------- | -------------- | ------------ | ------ | ----------------- | ------ |
| 1                                                                                | R.S.C. Anderlecht | Azerti Motorsport       | Davide Rigon   | 7:16.174     | 5      | 2º                | 6      |
| 2                                                                                | Tottenham Hotspur | Alan Docking Racing     | Craig Dolby    | + 0.627      | 5      | 4º                | 5      |
| 3                                                                                | A.C. Milan        | Atech Grand Prix/Reid   | Yelmer Buurman | + 1.521      | 5      | 1º                | 4      |
| 4                                                                                | Liverpool FC      | Atech Grand Prix/Reid   | James Walker   | + 3.153      | 5      | 5º                | 3      |
| 5                                                                                | FC Basel          | GU-Racing International | Max Wissel     | + 3.742      | 5      | 6º                | 2      |
| 6                                                                                | CR Flamengo       | Alpha Motorsport        | Franck Perera  | + 7.499      | 5      | 3º                | 1      |
| Volta mais rápida: R.S.C. Anderlecht, Azerti Motorsport, Davide Rigon - 1:25.677 |                   |                         |                |              |        |                   |        |

Nota: NC: Não começou a corrida; NA: Não acabou a corrida

### Tabela do campeonato após a corrida
Nota: Só as cinco primeiras posições estão incluídas na tabela.
| Pos | Var     | Clube             | Equipa de Automobilismo | Pontos         |     |
| --- | ------- | ----------------- | ----------------------- | -------------- | --- |
| 1   | Estável | Tottenham Hotspur | Alan Docking Racing     | Craig Dolby    | 168 |
| 2   | Aumento | FC Basel          | GU-Racing International | Max Wissel     | 120 |
| 3   | Aumento | CR Flamengo       | Alpha Motorsport        | Franck Perera  | 116 |
| 4   | Aumento | A.C. Milan        | Atech Grand Prix/Reid   | Yelmer Buurman | 114 |
| 5   | Aumento | R.S.C. Anderlecht | Azerti Motorsport       | Davide Rigon   | 112 |